# Lamprosema tiasalis
Lamprosema tiasalis là một loài bướm đêm trong họ Crambidae.